# Prix de Lausanne

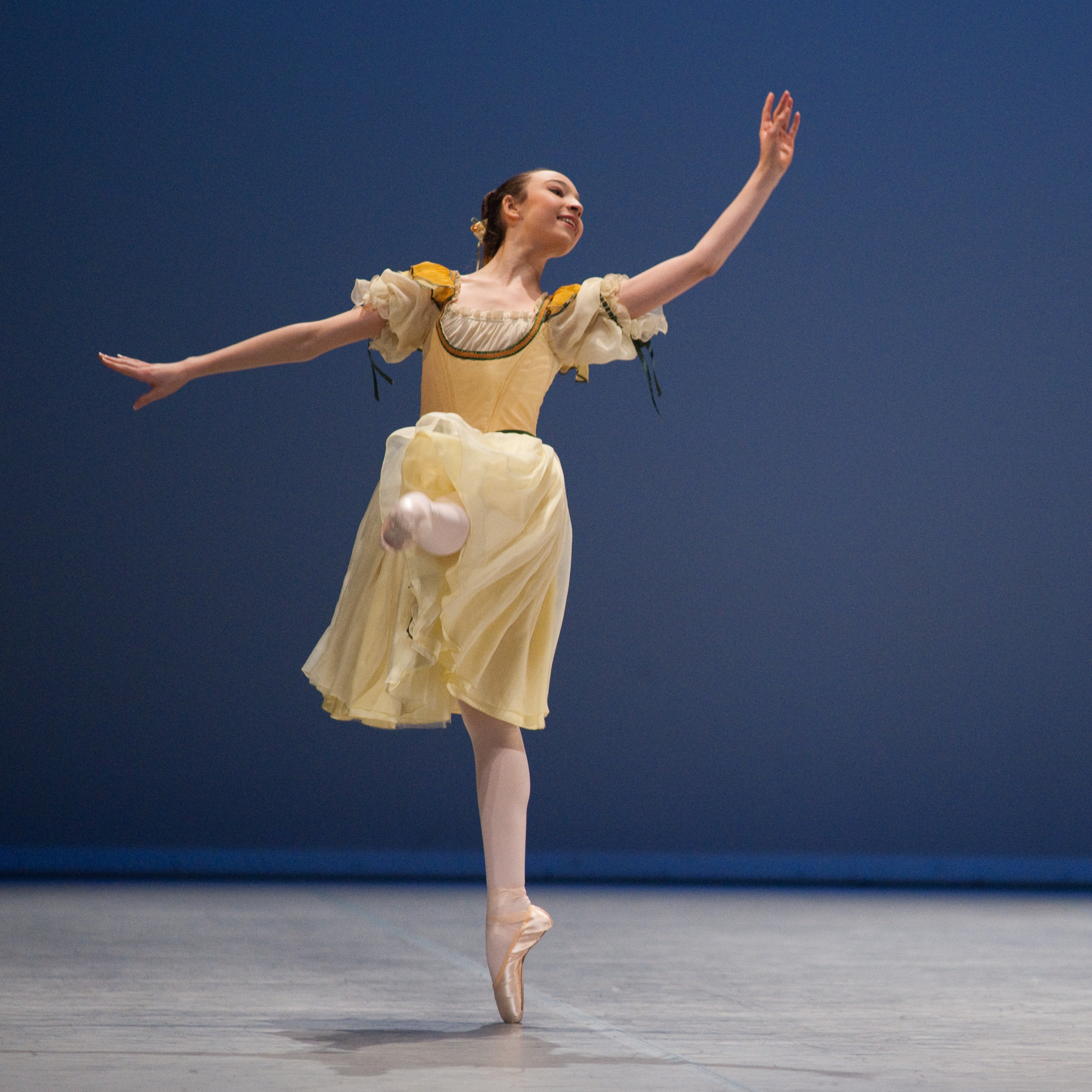
Alexandra Valavanis nel 2010.

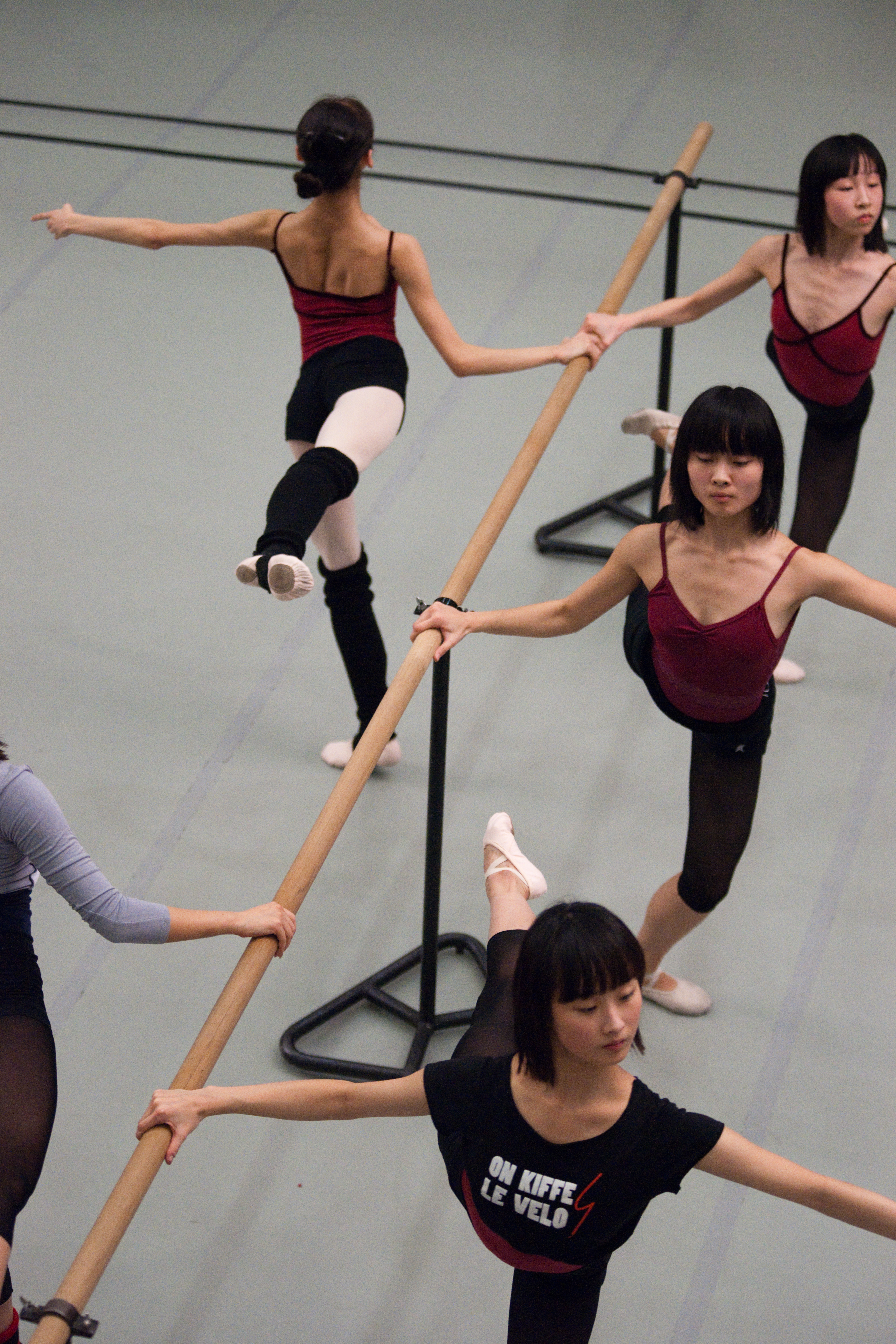
Partecipanti durante gli allenamenti alla sbarra.

Il Prix de Lausanne è un concorso internazionale per giovani danzatori creato il 19 gennaio 1973 a Losanna, in Svizzera. Si svolge tutti gli anni nei mesi di gennaio-febbraio.
La finale consiste nell'interpretazione delle seguenti tre variazioni:
- Una variazione di danza classica
- Una variazione di danza contemporanea
- Una variazione libera

Dall'edizione del 2006, la finale è costituita da:
- Una variazione di danza classica
- Una variazione di danza contemporanea

Vengono messe in palio borse di studio in scuole prestigiose di balletto. Premi di incentivazione, sotto forma di stage o di una somma di denaro, fanno parte del monte premi. Un "Award of Excellence" viene attribuito a volte a premiare i candidati che dimostrano qualità eccezionali, ma non viene assegnato tutti gli anni e l'ultima assegnazione risale al 2001.
Il concorso si svolge al Palais de Beaulieu. Il Prix de Lausanne ha costituito un trampolino di lancio per diverse étoiles e solisti.

## Storia
Il Prix de Lausanne venne fondato nel 1973 dallo svizzero Phillippe Braunschweig e da sua moglie Elvire. Philippe, anche se non era un danzatore, si interessò alla danza fin dalla giovane età, e sua moglie, ballerina russa, lo aiutò a sviluppare il suo interesse per la danza.
I Braunschweig crearono questa competizione dopo aver notato la mancanza di sostegno finanziario ai giovani danzatori, in particolare quelli provenienti da piccole scuola di danza, e che avrebbero voluto raggiungere un livello professionale.
Iniziarono avvicinando Rosella Hightower e Maurice Béjart, che stabilirono le regole di questo concorso.
Iniziato come un piccolo evento è ormai diventato un'istituzione internazionale che addestra i candidati provenienti da tutto il mondo. Negli ultimi anni questo concorso è stato un grande successo con i candidati asiatici, spingendo il Prix de Lausanne ad aprire un ufficio in Giappone.
I Braunschweig annunciarono le loro dimissioni alla fine del Premio nel 1996. Nel marzo 1997, in occasione del XXV anniversario dalla fondazione del Prix, il segretario di Stato Franz Blankart venne eletto come capo del comitato esecutivo, e Jan Nuyts come capo della commissione artistica dopo aver lavorato per diversi anni. Charles Gebhard è responsabile delle finanze e Patricia Leroy è il capo dell'organizzazione. Tuttavia, i Braunschweig potrebbe essere consultati dalla nuova direzione.
Dopo il giugno 2014, Stéphane Lagonico è stato eletto presidente della Fondazione in favore dell'arte coreografica, che organizza il Prix de Lausanne.
Dopo il 2012, il ruolo di direttrice artistica è ricoperto da Amanda Bennett, direttrice del Ballettschule Theater Basel.

## Regole di partecipazione
La partecipazione è riservata ai giovani danzatori dai 15 ai 18 anni, che non hanno ancora avuto esperienze professionali nel mondo della danza. Questo concorso è aperto a candidati di tutte le nazionalità.
I partecipanti devono fornire un video di 15-20 minuti, dove si svolgono esercitazioni alla sbarra e al centro.
80 candidati provenienti da trenta paesi partecipano ogni anno, nella speranza di essere selezionati per la finale, riservata ai primi 20.
Nel 2007 il Prix de Lausanne faceva parte di un programma di scambio con il Youth America Grand Prix, permettendo ai ballerini di ricevere borse di studio e grazie ad un accordo, i finalisti che non avevano ricevuto una borsa di studio, potevano partecipare all'altro concorso senza passare per le preselezioni. Unendo le loro capacità di fornire borse di studio, i due concorsi creano notevoli opportunità ai ballerini di tutto il mondo.

## Alcuni finalisti
- 1973 : Michel Gascard, solista del Ballet du XX siècle e di Béjart Ballet Lausanne.
- 1977 : Jean-Christophe Maillot, direttore dei Ballets de Monte-Carlo
- 1977 : Paola Cantalupo, étoile dei Ballets de Monte-Carlo e direttrice de l'École supérieure de danse de Cannes Rosella Hightower
- 1980 : Alessandra Ferri, étoile de l'American Ballet Theatre e del Teatro alla Scala di Milano
- 1983 : Miyako Yoshida, étoile del K-ballet di Tokyo
- 1984 : Muriel Valtat, étoile del London Royal Ballet, allieva di Yvonne Cartier.
- 1985 : Edward Stierle, étoile del Joffrey Ballet
- 1986 : Nathasha Cailleux, danzatrice del Ballet de l'Opéra de Paris
- 1987 : José Carlos Martinez, étoile del Ballet de l'Opéra de Paris
- 1988 : Megumi Nakamura, danzatrice del Nederlands Dans Theater
- 1989 : Monica Zamora, étoile del Birmingham Royal Ballet & Ethan Stiefel, étoile dell'American Ballet Theatre
- 1990 : Carlos Acosta, étoile del London Royal Ballet
- 1991 : Aki Saito, étoile del Ballet royal des Flandres
- 1992 : Laëtitia Pujol, étoile del Ballet de l'Opéra de Paris
- 1994 : Benjamin Millepied, étoile del New-York City Ballet
- 1995 : Miyako Yoshida, étoile del Royal Ballet e del K-ballet
- 1996 : Marcelo Gomes, étoile all'American Ballet Theatre
- 1997 : Alina Cojocaru, étoile al London Royal Ballet
- 2001 : Ludovic Ondiviela, danzatore del London Royal Ballet e Sarah Kora Dayanova
- 2002 : Maria Kochetkova, étoile del San Francisco Ballet e Yuhui Choe, primo solista Royal Ballet
- 2003 : Steven McRae, étoile del Royal Ballet
- 2004 : Alex Wong, étoile del Miami City Ballet
- 2005 : Jin Young Won
- 2006 : Chengwu Guo, étoile all'Australian Ballet
- 2007 : James Hay, solista al Royal Ballet
- 2008 : Aleix Martinez, soliste al Ballet de Hambourg
- 2009 : Edo Wijnen, corifeo al Dutch National Ballet
- 2010 : Cristian Emanuel Amuchastegui, corpo di ballo del Ballet de Hambourg
- 2011 : Mayara Magri, prima ballerina al Royal Ballet
- 2012 : Madoka Sugai, corpo di ballo al Ballet de Hambourg
- 2013 : Adhonay Silva
- 2014 : Haruo Niyama
- 2015 : Harrison Lee
- 2016 : Yu Hang
- 2017 : Michele Esposito
- 2018 : Shale Wagman
- 2019 : Mackenzie Brown
- 2020 : Marco Masciari
- 2021 : António Casalinho
- 2022 : Darrion Sellman